# 太兴铁路
太兴铁路是山西省的一条地方铁路，吸引娄烦、静乐、岚县的煤炭、铁矿石外运，并服务太钢在岚县普明镇的投资230亿元的新建钢铁基地。长164.26千米。业主为山西地方铁路集团有限责任公司下属的山西太兴铁路有限责任公司。

## 线路
东起太原北编组站VI场（即汾河站）。
太原北至镇城底段利用改造既有的太岚铁路51.7千米西至镇城底站并新建二线，到发线延长至1050m，新建二线共设置特大桥6座5296.9m，大桥19座3546.8m，中桥20座1199.24m；涵洞89座2275.6m；框架桥26座439.6m。
新建从镇城底至白文铁路112.56千米，其中镇城底至静游为新建双线35.3km、静游至白文为新建单线铁路75.1km。
新建西三联络线：从西张站东咽喉接轨至太原西南环铁路的三给站，全长5.0km。
新建白文疏解线，全长4.35km。 

## 历史
总投资87亿元，工期4年。
2008年山西省、铁道部共同确定的重点项目。2009年7月30日开工。
太兴铁路娄烦段于2010年3月正式开工建设，中铁建十四局太兴项目部承担二标段34.95千米的施工任务。线路位于汾河西岸，桥隧相连，包括罗家曲隧道、范家村隧道、杜交曲2号隧道和向阳村隧道；涧河特大桥。涧河特大桥为双线铁路桥，全长1471.03米，44个墩台，最高墩为56米，桥梁为简支T型结构。 
施工第一阶段为太原至静游段，线路总长94.27km，全线共分布有隧道 31 座，长40.13km，隧道工程占线路总长度的比例为 45.2%，其中最长隧道为 4.96km 的横岭3号隧道。 总投资507813.53万元。
施工第二阶段为静游至白文段。设置单线特大桥5459m/5座，单线大桥4202.4m/18座，单线中桥397.98m/6座；涵洞22729.95m/146座。隧道26座，长28.77km，隧道工程占线路总长度的比例为38%，其中最长隧道为16.78km的二青山隧道。总投资388904.12万元。中铁十二局三公司中标施工。
连接静静铁路，为静游至静乐单线铁路，于2012年10月30日开工。
铁路于2014年铺轨，2014年8月15日中国铁路总公司对外宣布，严肃查处太兴铁路工程质量问题。西张至静游全线双线于2014年12月30日开通，西张至汾河区间仍旧是单线运行。2015年11月15日太兴铁路太原至静游段全线双线贯通。
2018年6月21日，太兴铁路开通客运业务，初期开行两对太原经由太兴、瓦日线至蔡家崖的旅客列车。